# Pickerl
Ein Pickerl ist ein speziell in Österreich gebräuchliches Wort (Austriazismus) für einen Aufkleber oder Etikett. Meistens wird der Begriff in Zusammenhang mit Prüfplaketten wie der KfZ-Prüfplakette verwendet. Ausländische Autofahrer, die Österreich als Transitland nutzen, assoziieren damit für gewöhnlich die Autobahnvignette, während in Wien das gebührenpflichtige Parkpickerl Autofahrern das Parken ohne Ausfüllen eines Parkscheins im Wohnbezirk gestattet.
Für die Medien zum Thema wurde das Pickerl während der Ölkrise nach dem Jom-Kippur-Krieg, als in Österreich der autofreie Tag verordnet wurde. Der Tag, an dem die Autofahrer auf ihr Kraftfahrzeug zu verzichten bereit waren, musste mit einem Pickerl auf der Windschutzscheibe signalisiert werden. Der für diese Aktion verantwortliche Handelsminister Josef Staribacher erhielt dafür den Spitznamen „Pickerl-Pepi“.
Abseits des Kraftfahrverkehrs finden sich „Pickerln“ beispielsweise in den Mensen der Universität Wien. Dort berechtigt das „Mensa-Pickerl“ der Österreichischen Hochschülerschaft zu einer Preisreduktion auf jedes Mensa-Menü.
Beim Kauf von Kühlschränken in Österreich wurde ab dem Jahr 1993 vom Umweltforum Haushalt (UFH) ein Entsorgungsbeitrag eingehoben. Nachgewiesen wurde diese Beitragsleistung durch eine Plakette, das so genannte „Kühlschrank-Pickerl“. Diese Aktion wurde 2005 eingestellt und die Betroffenen konnten einen Antrag auf Rückerstattung stellen.
Bei der Anschaffung von Elektrogeräten für den Haushalt (Kühlschränke, Waschmaschinen, …) informiert das „Energiepickerl“ über den Energieverbrauch und damit über die Betriebskosten und Umweltverträglichkeit des Geräts.
Einige Supermarktketten verteilen zu bestimmten Zeiten 25%-Rabatt-Pickerl, die von den Kunden auf gewählte Artikel geklebt werden dürfen, um dort einen 25%igen Rabatt zu erhalten. Ausgenommen sind dabei Eigenmarken und Gutscheine.